# Psenopsis shojimai
Psenopsis shojimai is een straalvinnige vissensoort uit de familie van Centrolophidae. De wetenschappelijke naam van de soort is voor het eerst geldig gepubliceerd in 1965 door Ochiai & Mori.